# Тянассилма (Харьюмаа)
Тя́нассилма (эст. Tänassilma), в 1977—1997 годах Тя́ннассилма (эст. Tännassilma) —  деревня в волости Саку уезда Харьюмаа, Эстония.

## География и описание
Расположена в северной части Эстонии. На северо-востоке деревня граничит с Лаагри, на западе с Мяннику на юго-западе с Таммемяэ, на юге с Юулику и на востоке с Яльгимяэ. По территории Тянассилма протекает река Вяэна.
Остатки находящихся в деревне тоннелей и убежищ Морской крепости Императора Петра Великого являются местом зимовки летучих мышей. С сентября по апрель посещение этих сооружений запрещено в связи с опасностью нарушения спячки животных.
Климат — умеренный. Официальный язык — эстонский. Почтовый индекс — 76406.

## Население
По данным переписи населения 2021 года, в Тянассилма насчитывалось 446 жителей, из них 419 (94,2 %) — эстонцы.
По данным переписи населения 2011 года, в деревне проживали 362 человека, из них 345 (95,3 %) — эстонцы.
Численность населения деревни Тянассилма по данным переписей населения:
| Год  | 1959 | 1970 | 1979  | 1989  | 2000 | 2011  | 2021  |
| ---- | ---- | ---- | ----- | ----- | ---- | ----- | ----- |
| Чел. | 72   | ↘ 71 | ↗ 120 | ↘ 105 | ↘ 77 | ↗ 362 | ↗ 446 |

## История
Деревня впервые упоминается в Датской поземельной книге 1241 года (Tennesilmæ). В источниках 1457 года упоминается Thennasielm, 1535 года — Tennasylm, 1871 года — Tennasilm. 
В Тянассилма находится часть оборонительных сооружений Морской крепости Императора Петра Великого: 6 ротных убежищ и система тоннелей. Помимо этого, в деревне находится культовый камень. Данные объекты представляют археологическую ценность и находятся под защитой государства.
5 декабря 1945 года, после прихода советской власти, деревня вошла в состав Пяэскюлаского сельсовета, который в 1954 году был объединен с Сауэским и Йыгисооским сельсоветами.

## Инфраструктура
В деревне располагается технологический парк Тянассилма, первый этап возведения которого был завершён в 2003 году и стоил 50 млн крон. Оценочная стоимость строительства всего технопарка составляла 800 млн крон, его площадь — почти 30 га. В 2003 году планировалось, что здесь обоснуются 34 фирмы (в частности, торгующие металлом, древесиной, бумагой, автозапчастями и изделиями из бетона) и будет создано около 1000 новых рабочих мест.

## Комментарии
1. ↑  Эстонские топонимы, оканчивающиеся на -а, не склоняются и не имеют женского рода (исключение — Нарва)[9].